# Frankie Howerd
Francis Alick Howerd, közismert művésznevén Frankie Howerd (York, Egyesült Királyság, 1917. március 6. – London, 1992. április 19.) brit (angol) színész, komikus. Öt évtizedet átívelő pályafutása során színpadon és népszerű televíziós sorozatokban, szappanoperákban, zenés show-műsorokban szerepelt. Korai filmes szerepei közé tartozik két Folytassa-filmszerep is. 1977-ben a Brit Birodalom Rendjével (OBE) tüntették ki.

## Élete

### Származása, tanulmányai
Felnőttként gyakran állította, hogy 1922-ben született, de később ez megtévesztésnek bizonyult. Apja Francis Alfred William Howerd (1887–1934) katonaember. Édesanyja Edith Florence Morrison (1888–1962). A Shooters Hill Sixth Form College középiskolát végezte el, London Shooter’s Hill kerületében.
13 évesen állt először színpadon, de sikertelenül felvételizett a londoni Royal Academy of Dramatic Art (RADA) színiiskolára, hivatásos színészi reményei meghiúsulni látszottak. A második világháború idején a katonákat szórakoztató színészcsoport tagjaként tartott előadásokat. A háború után a BBC Variety Bandbox című rádió műsorában dolgozott, melynek szerzői Eric Sykes és Johnny Speight voltak. Az 1940–1950-es évek fordulójára a műsor révén országos ismertségre tett szert.

### Színészi pályája
1954-ben debütált első filmszerepében, a The Runaway Bus című filmben. Az 1950-es évek végére azonban szakmai hírneve lehanyatlott. Csak 1963-ban sikerült ismét magára vonni a figyelmet. Először a londoni Sohóban lépett fel sikerrel az Establishment Clubban, Peter Cook szatirikus kabaréjában. Majd szerepelt a TW3 televízió That Was The Week That Was című szórakoztató műsorában, és 1963–1965 között Stephen Sondheim zenés musicaljében, A Funny Thing Happened on the Way to the Forum-ban. (ebből 1966-ban filmváltozat is készült, Ez mind megtörtént útban a Fórum felé magyar címmel, de Howerd abban nem szerepelt). 1966–1967 között a brit TV-ben (BBC) Bruce Forsyth-tal együtt vezette a The Frankie and Bruce Christmas Show című karácsonyi műsort.
Az 1960-as évek közepétől kezdve Howerd a BBC és Thames Television számos televíziós sorozatában játszhatott. 1968-ban vezette a Frankie Howerd meets The Bee Gees c. műsort. 1967-ben és 1970-ben a Folytassa-sorozat két filmjében is karakteres főszerepet kapott (Folytassa, doktor!, Folytassa a dzsungelben!), közben 1969-ben több szerepet kapott a sorozat karácsonyi spin-off filmjében, a Carry On Christmas-ban. A „konkurens” Up…-filmsorozat több filmjében is szerepelt. Sikeres színészi és humorista teljesítményéért 1977-ben megkapta a Brit Birodalom Rendje kitüntetést. 1978-ban játszott a Sgt. Pepper’s Lonely Hearts Club Band című zenés filmben (Mr Mean Mustard-ként), együtt olyan zenei és színészi  nagyságokkal, mint a Bee Gees, Peter Frampton, George Burns, Alice Cooper, az Aerosmith együttes és Steve Martin. A film kultuszfilmmé vált, bár igen gyatra bevételt produkált.
Az 1980-as évek elején Howerd azzal nézett szembe, hogy ismét csökken a személye iránti érdeklődés. Ezekben az években alig kapott televíziós megbízást. Csak 1987-ben kapott saját show-műsort a Channel 4 tévécsatornától, a Superfrank! című sorozatot, amelynek szövegeit Miles Tredinnick és Vince Powell írták. Rendszeresen vendégszerepelt Nicky Campbell show-műsorában, az Into the Night-ban is.
1990-ben részt vett Alan Parsons és Eric Woolfson utolsó közös lemezének, a Freudianának stúdiófelvételén, ahol a Sects Therapy dalt adta elő.

### Magánélete
Magánéletét diszkréten távol tartotta a sajtótól. Homoszexualitását eltitkolta, hogy óvja hírnevét és karrierjét. Ifjabb korában erős promiszkuitást gyakorolt, később állandó férfi élettársával, Dennis Heymerrel (1929–2009) élt együtt Londonban és a somerseti Axbridge-ben haláláig, 1992-ig.

### Elhunyta
1991 karácsonyán egy dél-amerikai utazáson vírusfertőzést szedett össze. Légzőszervi problémái keletkeztek, amelyek 1992 áprilisára annyira súlyosbodtak, hogy kórházba kellett szállítani. Húsvétra hazaengedték, de orvosai már tudták, hogy kevés ideje van hátra. Április 19-én otthonában szívelégtelenség következtében rosszul lett és meghalt. Halála előtt néhány órával még menedzserével beszélt telefonon új műsorterveiről.
Howerd halálának másnapján, április 20-án elhunyt Benny Hill komikus is. A két halálhírrel kapcsolatos sajtójelentlések, nyilatkozatok gyakran összekeveredtek, pl. Benny Hill nevében leközöltek egy hamis részvétnyilvánítást, amelyet egy olyan ügynöke adott ki, aki csak Howerd haláláról értesült, Hilléről még nem.

## Főbb filmszerepei
- 1954: The Runaway Bus, Percy Lamb
- 1955: Betörő az albérlőm (The Ladykillers) talicskás fiú
- 1955: An Alligator Named Daisy, ceremóniamester az aligátor-szépségversenyen
- 1959: Frankly Howerd, tévésorozat, Francis (önmaga)
- 1962: Gyors Lady (The Fast Lady), útjavító munkás
- 1963: The Cool Mikado, Ko-Ko Flintridge
- 1965: Help!, Sam
- 1966: The Great St. Trinian’s Train Robbery, Alphonse of Monte Carlo / Alfred Askett
- 1964–1966: Frankie Howerd, tévésorozat, Francis Howerd (önmaga)
- 1967: Folytassa, doktor! (Carry On Doctor), Francis Bigger
- 1969: Carry on Christmas, tévéfilm, Robert Browning / Tündér-keresztamama
- 1970: Folytassa a dzsungelben! (Carry on Up the Jungle), Inigo Tinkle professzor
- 1969–1970: Up Pompeii!, tévésorozat, Lurcio
- 1970: Cucumber Castle, a haldokló király
- 1972: Up the Chastity Belt, Richard / Lurkalot
- 1972: Up the Front, Lurk
- 1973: Whoops Baghdad!, tévésorozat, Ali Oopla
- 1973: The House in Nightmare Park, Foster
- 1975: Further Up Pompeii!, tévésorozat, Lurcio
- 1976: The Frankie Howerd Show, tévésorozat, Frankie (önmaga)
- 1976: Up the Convicts, tévésorozat, Jeremiah Shirk
- 1976: The Howerd Confessions, tévésorozat, Frankie (önmaga)
- 1978: Sgt. Pepper’s Lonely Hearts Club Band, Mean Mr. Mustard
- 1981: Frankie Howerd Strikes Again, tévésorozat, Frankie (önmaga)
- 1982: H.M.S. Pinafore, Sir Joseph Porter
- 1989–1991: All Change, tévésorozat, Bob bácsi
- 1991: Further Up Pompeii, tévéfilm, Lurcio
- 1993: Then Churchill Said to Me, tévésorozat, Percy Potts közkatona / Fearless Freddy Hollocks tábornok